# Wydział Zarządzania, Informatyki i Finansów Uniwersytetu Ekonomicznego we Wrocławiu
Wydział Zarządzania, Informatyki i Finansów Uniwersytetu Ekonomicznego we Wrocławiu (WZIF UE we Wrocławiu) – jeden z 4 wydziałów Uniwersytetu Ekonomicznego we Wrocławiu, powstały w 1976 roku jako trzeci z wydziałów tej uczelni. Kształcił on studentów na sześciu podstawowych kierunkach zaliczanych głównie do nauk ekonomicznych: analityka gospodarcza, finanse i rachunkowość, informatyka i ekonometria, informatyka w biznesie, zarządzanie oraz logistyka na studiach stacjonarnych oraz niestacjonarnych.
Wydział Zarządzania, Informatyki i Finansów był jednostką interdyscyplinarną. W jego ramach znajdowało się pięć instytutów w ramach których mieściły się dwadzieścia cztery katedry oraz w jednej samodzielnej Katedry Prawa Gospodarczego. Zatrudnionych było 228 nauczycieli akademickich, w tym 41 samodzielnych pracowników naukowych. Wydział współpracował również z emerytowanymi profesorami, których autorytet wspierał zarówno proces dydaktyczny, jak i przede wszystkim wymianę międzynarodową.
Według stanu na 2007 rok na wydziale studiowało łącznie około 6000 studentów, w tym na studiach dziennych, na studiach zaocznych oraz kilkunastu doktorantów odbywających studia trzeciego stopnia.

## Historia
Wydział Zarządzania i Informatyki powstał w 1976 roku jako trzeci wydział Akademii Ekonomicznej we Wrocławiu. Inicjatorem jego powołania był prof. dr. hab. Zdzisław Hellwig. W skład nowego wydziału obok trzech instytutów: Instytutu Cybernetyki
Ekonomicznej, Instytutu Informatyki i Instytutu Ekonomiki i Organizacji Przedsiębiorstw Przemysłowych, weszły również Zakłady Naukowo-Badawcze, które współpracowały z praktyką gospodarczą oraz Ośrodek Obliczeniowy. Powstanie wydziału było reakcją na rozwój nowych kierunków badań naukowych oraz wyzwań dydaktycznych związanych z rozwojem informatyki i nowych metod organizacji i zarządzania. W 1977 roku wydział otrzymał uprawnienia do nadawania stopnia doktora i doktora habilitowanego nauk ekonomicznych w zakresie ekonomii oraz jako pierwszy w historii wyższego szkolnictwa ekonomicznego w zakresie nauk o zarządzaniu.
W latach 1971–1993 na wydziale prowadzone były dwa kierunki studiów: cybernetyka ekonomiczna i informatyka oraz organizacja i zarządzanie. Od roku akademickiego 1993/94 w wyniku zmian w szkolnictwie wyższym dostosowującym programy do potrzeb gospodarki rynkowej, studenci wydziału kształcą się na trzech kierunkach studiów. Są to finanse i bankowość, informatyka i ekonometria oraz zarządzanie i marketing. Ponadto w pierwszej połowie lat dziewięćdziesiątych XX wieku uruchomione zostały także magisterskie studia menedżerskie o programie typu MBA (Master of Business Admistration) dla absolwentów innych uczelni w dwóch wersjach językowych: polskiej i angielskiej. W ramach poszerzania oferty dydaktycznej również prowadzone są zajęcia w zamiejscowych ośrodkach dydaktycznych w Dzierżoniowie, Głogowie i Ząbkowicach Śląskich.
Od maja 2007 roku obowiązuje nowa nazwa Wydziału. Do Zarządzania i Informatyki dodano Finanse. Nowa nazwa pełniej oddaje potencjał naukowo-dydaktyczny najmłodszego wydziału uczelni, zwłaszcza w obliczu rosnącego zainteresowania studiami na kierunku finanse i rachunkowość.
We wrześniu 2019 roku Senat uczelni zdecydował o likwidacji wydziału.

## Władze (2012-2016)
- Dziekan: dr hab. Janusz Łyko, prof. UE
- Prodziekan ds. Studiów Stacjonarnych: dr hab. Robert Kowalak, prof. UE
- Prodziekan ds. Studiów Niestacjonarnych: dr hab. Marek Nowiński, prof. UE
- Prodziekan ds. Finansowych i Pomocy Materialnej dla Studentów: dr hab. inż. Grażyna Woźniewska
- Prodziekan ds. Promocji i Rozwoju Wydziału: dr Marek Wąsowicz

## Poczet dziekanów
1. 1976–1984: prof. dr hab. Władysław Bukietyński(inne języki)
2. 1984–1990: prof. dr hab. Stanisława Bartosiewicz
3. 1990–1996: prof. dr hab. Andrzej Gospodarowicz
4. 1996–2002: prof. dr hab. Wanda Ronka-Chmielowiec
5. 2002–2005: dr hab. Maria Wanda Kopertyńska, prof. AE
6. 2005–2012: dr hab. Józef Dziechciarz
7. 2012–2016: dr hab. Janusz Łyko, prof. UE
8. od 2016 r.: prof. dr hab. Ewa Stańczyk-Hugiet

## Kierunki kształcenia
Na Wydziale Zarządzania, Informatyki i Finansów studia prowadzone były w systemie dwustopniowym. Pierwszy stopień trwały 3 lata i kończyły się uzyskaniem dyplomu licencjata. Po ich ukończeniu można było kontynuować studia drugiego stopnia trwające 2 lata i kończące się uzyskaniem dyplomu magistra.
Na pierwszym stopniu studiów oferowane były następujące kierunki i specjalności:
- analityka gospodarcza
  - analityka danych ekonomicznych
- finanse i rachunkowość
  - rachunkowość i auditing
  - rachunkowość i podatki
  - rynek finansowy
  - zarządzanie finansami
- informatyka w biznesie
  - analityk i projektant systemów
  - technolog baz danych
  - analityk e-biznesu
  - technolog ICT
  - technologie informacyjne w finansach
- zarządzanie
  - kierowanie zespołami
  - logistyka
  - zarządzanie kapitałem ludzkim
  - zarządzanie małym i średnim przedsiębiorstwem
  - menedżer kreatywny
- logistyka
  - logistyka przedsiębiorstwa usługowego
  - logistyka w handlu i usługach

Z kolei na drugim stopniu studiów są realizowane były kierunki i specjalności:
- finanse i rachunkowość:
  - audyt finansowy i podatkowy
  - doradca finansowy
  - menedżer finansowy
  - rynek nieruchomości
  - rachunkowość eurospółek
  - rachunkowość instrumentów finansowych i zabezpieczeń
  - rachunkowość zarządcza i controlling
  - analityka finansowa i zarządzanie ryzykiem
- informatyka i ekonometria
  - analiza danych
  - e-biznes
  - ekonometria menedżerska
  - informatyka w zarządzaniu
  - kompleksowe sterowanie jakością
  - metody i systemy wspomagania decyzji
  - usługi informatyczne
  - zarządzanie informacją i wiedzą
- informatyka w biznesie
  - menedżer systemów informacyjnych i IT
  - menedżer wiedzy
  - specjalista e-biznesu
  - ekspert IT w finansach
  - badanie i rozwój IwB
- zarządzanie:
  - kompetencje interpersonalne menedżera
  - logistyka menedżerska
  - przedsiębiorczość w sektorze MŚP
  - zarządzanie innowacjami
  - zarządzanie projektami
  - zarządzanie strategiczne w biznesie

Ponadto Wydział oferował studia doktoranckie (trzeciego stopnia) w następującej dziedzinie:
- ekonomia
- zarządzanie

Wydział miał uprawnienia do nadawania następujących stopni naukowych:
- doktora nauk ekonomicznych w zakresie ekonomii, nauk o zarządzaniu, finansów
- doktora habilitowanego nauk ekonomicznych w zakresie ekonomii, nauk o zarządzaniu
- przygotowywania wniosków o nadanie tytułu naukowego profesora przez Prezydenta Polski

## Struktura organizacyjna

### Instytut Informatyki Ekonomicznej
Dyrektor: prof. dr hab. Leszek Maciaszek
Kontakt:
ul. Komandorska 118/120, 53-345 Wrocław
www.iie.ue.wroc.pl
Instytut Informatyki Ekonomicznej UE we Wrocławiu dzieli się na 5 katedr:
- Katedra Technologii Informacyjnych
  - Kierownik: prof. dr hab. Jerzy Korczak
- Katedra Systemów Sztucznej Inteligencji
  - Kierownik: dr hab. inż. Mieczysław Lech Owoc, prof. UE
- Katedra Komunikacji Gospodarczej
  - Kierownik: dr hab. Jadwiga Sobieska-Karpińska
- Katedra Inżynierii Systemów Informatycznych Zarządzania
  - Kierownik: prof. dr hab. Leszek Maciaszek
- Katedra Zarządzania Informacją i Wiedzą
  - Kierownik: prof. dr hab. Kazimierz Perechuda

### Instytut Organizacji i Zarządzania
Dyrektor: prof. dr hab. inż Zdzisław Jasiński
Kontakt:
ul. Komandorska 118/120, 53-345 Wrocław
www.ue.wroc.pl
Instytut Organizacji i Zarządzania UE we Wrocławiu dzieli się na 5 katedr:
- Katedra Strategii i Metod Zarządzania
  - Kierownik: dr hab. Jerzy Niemczyk
- Katedra Teorii Organizacji i Zarządzania
  - Kierownik: dr hab. Mieczysław Przybyła
- Katedra Zarządzania Produkcją i Pracą
  - Kierownik: prof. dr hab. inż. Zdzisław Jasiński
- Katedra Zarządzania Kadrami
  - Kierownik: dr hab. Marzena Stor, prof. UE
- Katedra Projektowania Systemów Zarządzania
  - Kierownik: prof. dr hab. inż. Jan Skalik

### Instytut Rachunkowości
Dyrektor: prof. dr hab. Edward Nowak
Kontakt:
ul. Komandorska 118/120, 53-345 Wrocław
www.ue.wroc.pl
Instytut Rachunkowości UE we Wrocławiu dzieli się na 4 katedry:
- Katedra Teorii Rachunkowości i Analizy Finansowej
  - Kierownik: dr hab. Mirosława Kwiecień
- Katedra Rachunku Kosztów i Rachunkowości Zarządczej
  - Kierownik: prof. dr hab. Edward Nowak
- Katedra Rachunkowości Finansowej i Kontroli
  - Kierownik: prof. dr hab. inż. Zbigniew Luty
- Katedra Controllingu
  - Kierownik: dr hab. Andrzej Kardasz

### Instytut Zarządzania Finansami
Dyrektor: prof. dr hab. Krzysztof Jajuga
Kontakt:
ul. Komandorska 118/120, 53-345 Wrocław
www.ue.wroc.pl
Instytut Zarządzania Finansami UE we Wrocławiu dzieli się na 5 katedr:
- Katedra Inwestycji Finansowych i Zarządzania Ryzykiem
  - Kierownik: prof. dr hab. Krzysztof Jajuga
- Katedra Finansów Przedsiębiorstwa i Zarządzania Wartością
  - Kierownik: prof. dr hab. Adam Kopiński
  - Katedra Bankowości
  - Kierownik: prof. dr hab. Andrzej Gospodarowicz
- Katedra Ubezpieczeń
  - Kierownik: prof. dr hab. Wanda Ronka-Chmielowiec
- Katedra Finansów Publicznych i Międzynarodowych
  - Kierownik: dr Tomasz Słoński

### Instytut Zastosowań Matematyki
Dyrektor: prof. dr hab. Stanisław Krawczyk
Kontakt:
ul. Komandorska 118/120, 53-345 Wrocław
www.ue.wroc.pl
Instytut Zastosowań Matematyki UE we Wrocławiu dzieli się na 5 katedr:
- Katedra Matematyki i Cybernetyki
  - Kierownik: dr hab. Janusz Łyko, prof. UE
- Katedra Badań Operacyjnych
  - Kierownik: prof. dr hab. Juliusz Siedlecki
- Katedra Ekonometrii
  - Kierownik: dr hab. Józef Dziechciarz
- Katedra Logistyki
  - Kierownik: prof. dr hab. Stanisław Krawczyk
- Katedra Statystyki
  - Kierownik: dr hab. Zofia Rusnak, prof. UE

### Katedra Prawa Gospodarczego
Dyrektor: dr hab. Tadeusz Kocowski, prof. UE
Kontakt:
ul. Komandorska 118/120, 53-345 Wrocław
www.ue.wroc.pl
W Katedrze Prawa Gospodarczego UE we Wrocławiu pracują obecnie:
- dr hab. Tadeusz Kocowski, prof. UE
- dr Jan Gola
- dr Janusz Kaspryszyn
- dr Katarzyna Marak
- dr Michał Stępień
- dr Tomasz Szczurowski
- dr Magdalena Wilejczyk
- dr Bartosz Ziemblicki
- dr Barbara Ćwierz-Matysiak
- mgr inż. Katarzyna Mildner
- mgr Katarzyna Poroś

## Adres
Wydział Zarządzania, Informatyki i Finansów
Uniwersytetu Ekonomicznego we Wrocławiu
ul. Komandorska 118/120
53-345 Wrocław